# Saint-Avaugourd-des-Landes
Saint-Avaugourd-des-Landes é uma comuna e vilarejo de Vendée département na França.

Brasão de armas